# Massemen
Massemen belga település a flandriai Kelet-Flandria tartományban, Dendermonde körzetben található, közigazgatásilag Wetteren városának része, attól közvetlenül délre, 3 km-re található.

## Látnivalók
- A település főterén található Szent Márton-templom (Sint-Martinuskerk) és környéke műemléki védettséget élvez.
- Szintén a főtéren áll egy hársfa, amelyet feltehetően a 16. v. 17. sz.-ban ültettek.
- A Hof Ten Hondert épülete a 13. sz.-ból származik, eredetileg a Gent és Aalst között utazók szállásának, illetve kórháznak építették. A látható épület nagy része a 17. sz.-ban épült fel.
- A főtér közelében található a Prinsenhof nevű régi tanyaépület, amely a 18. sz.-ból származik, de ezen a helyen már a 13. sz.-ban állt egy épület. Nevét onnan kapta, hogy Massemen urai laktak benne.